# Polarluft

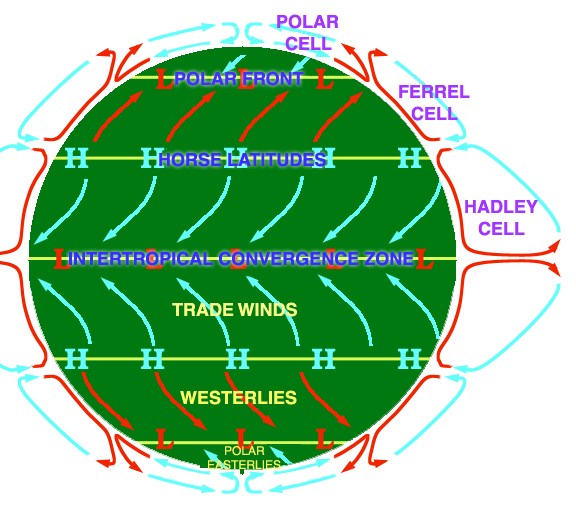
Planetarische Zirkulation mit Polarluft (Polarzelle, Polarfront), gemäßigtere Breiten (Ferrelzelle), Rossbreiten und Tropen (Hadleyzelle)

Polarluft ist eine kalte, atmosphärische Strömung auf der Nordhalbkugel, die ihren Ursprung im Polargebiet hat und in der Regel ihren Weg über Meeresflächen hin in gemäßigtere Breiten nimmt.

## Definition und Abgrenzung
In Wetterberichten für die Nordhalbkugel, speziell für Europa, versteht man unter Polarluft gemeinhin kalte, aus polaren Breiten stammende Luftmassen, die sich meist über Meeresflächen nach Süden bewegen und die in der Folge von Tiefdruckgebieten vom Nordosten des Atlantiks aus Russland nach Mitteleuropa gelangen. Von Subpolarluft spricht man hingegen, wenn die Luftmassen statt dem inneren Polargebiet, dem Bereich Island oder Grönland entstammen.

Rossby-Wellen in der nördlichen Hemisphäre, der Jetstream und die Polarfront. Verschiebung warmer und kalter Luftmassen bis hin zum Kaltlufttropfen.

## Wirkung in Mitteleuropa
Bei ihrem Weg aus den Polarregionen über das vergleichsweise warme Wasser des Nordatlantiks nimmt die Polarluft viel Feuchtigkeit auf. In den Luftmassen entstehen dadurch Schnee- und Regenschauer und nicht selten auch starke Windböen. Charakteristisch sind die Cumulus-Zonen, die sich zwischen den dichten Fronten als lockere „Schäfchenwolken“ in Satellitenbildern abzeichnen. Darin zeigen Enhanced-Cumulus-Zellen (‚verstärkte Cumuluszonen‘, EC) ergiebigere Niederschlagskerne.
Nach Mitteleuropa stößt maritime Polarluft häufig über den Nordatlantik und die Nordsee vor. Im Winter sorgt sie regelmäßig für nasskaltes Wetter. In den europäischen Mittelgebirgen ist Polarluft die Ursache für größere Mengen von Schnee.